# ويلي سومرست
ويلي سومرست (بالإنجليزية: Willie Somerset)‏ مواليد 17 مارس 1942 في شارون، هو لاعب كرة سلة أمريكي معتزل. بدأ مسيرته الاحترافية في سنة 1965. تم اختياره من قبل فريق واشنطن ويزاردز خلال الدرافت. يبلغ طوله 5 قدم 8 بوصة (1.7 م). اعتزل اللعب في 1973. لعب مع واشنطن ويزاردز وبروكلين نتس.

## روابط خارجية
- ويلي سومرست على موقع إن بي أي (الإنجليزية)
- ويلي سومرست على موقع سبورتس رفرنس (الإنجليزية)
- ويلي سومرست على موقع كلية كرة السلة في سبورتس رفرنس.كوم (الإنجليزية)
- ويلي سومرست على موقع ريلجم (الإنجليزية)
- ويلي سومرست على موقع بروبوليرز (الإنجليزية)